# Laphria carbonaria
Laphria carbonaria là một loài ruồi trong họ Asilidae. Laphria carbonaria được Snow miêu tả năm 1896.